# Blæsegletsjer
De Blæsegletsjer (Deens: Blæsebræ) is een gletsjer in Nationaal park Noordoost-Groenland in het oosten van Groenland. 
De gletsjer is vernoemd naar de sterke valwinden die hier voorkomen.

## Geografie
De gletsjer is west-oost georiënteerd en heeft een lengte van meer dan tien kilometer. Ze mondt in het oosten uit in de Jøkelbugten. De gletsjer ligt in het Hertogen van Orléansland.